# Chevrolet Greenbrier
 (juillet 2021).
 (septembre 2020).
La Chevrolet Greenbrier est une camionnette de type van assemblée par le constructeur Chevrolet de 1961 à 1965. Il s'agit d'une version à vitres latérales de la Chevrolet Corvair 95. 
La série Corvair 95 comprenait également les versions pick-up Loadside et Rampside qui comportaient une rampe centrale sur le côté droit. Tous utilisaient le groupe motopropulseur de la Corvair dans une carrosserie de camionnette et ont été produits entre les années modèles 1961 à 1965.
Le nom Greenbrier a été utilisé une seconde fois de 1969 à 1972, désignant la version break de la deuxième génération de Chevrolet Chevelle.

## Corvair Greenbrier Sportswagon

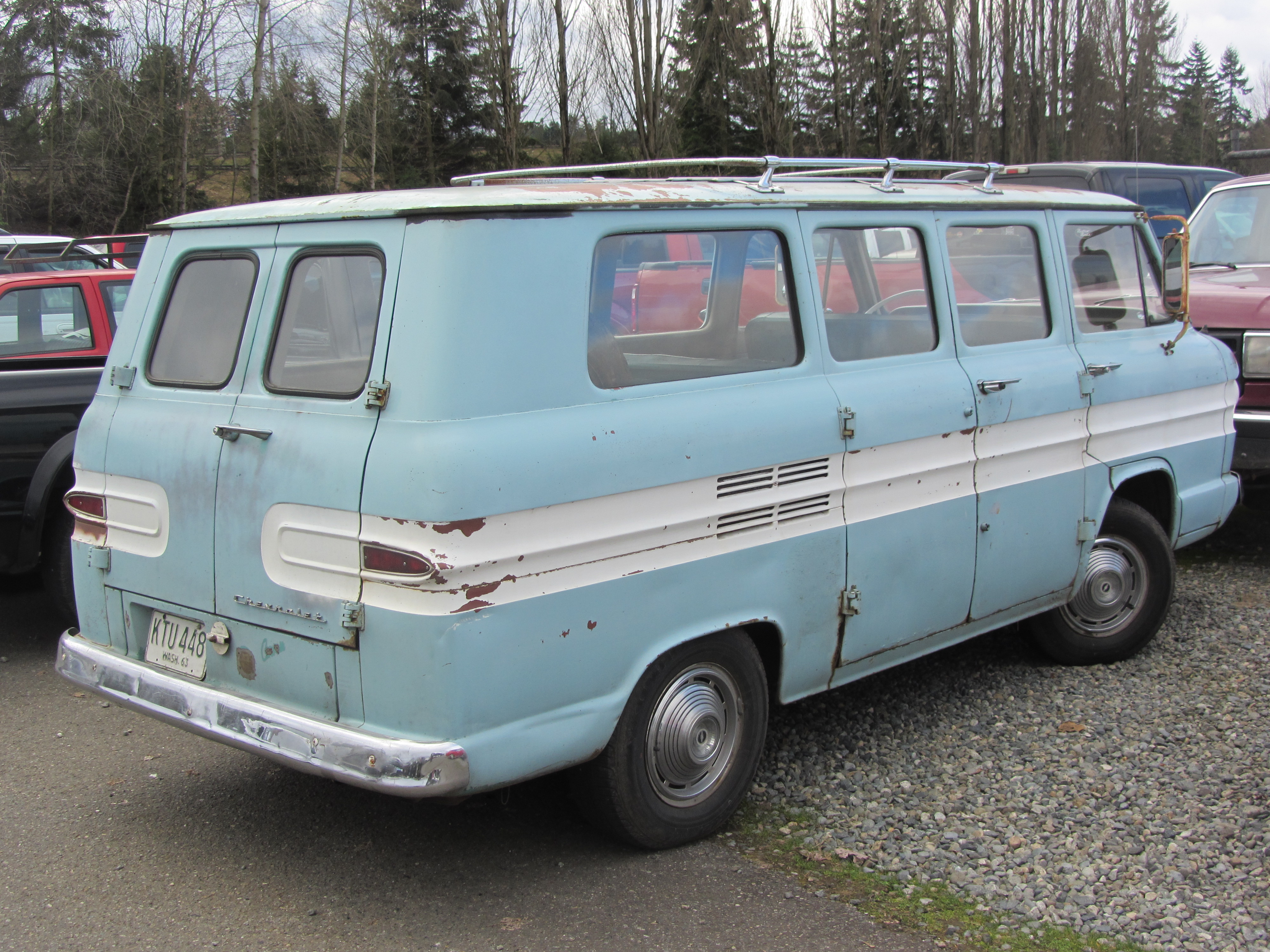
Greenbrier (US)

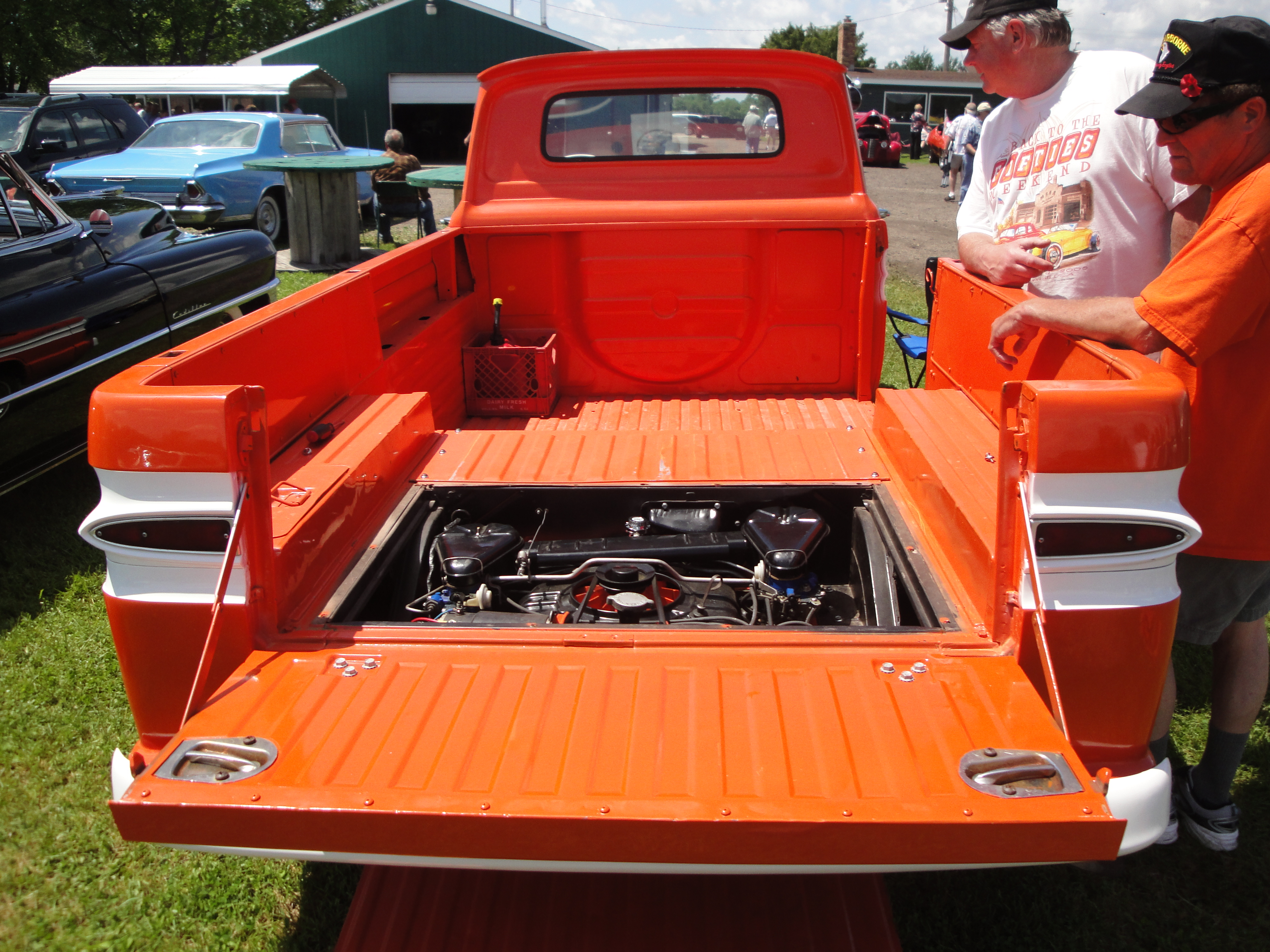
1962 Rampside Pickup - emplacement du moteur à l'arrière sous l'espace de chargement

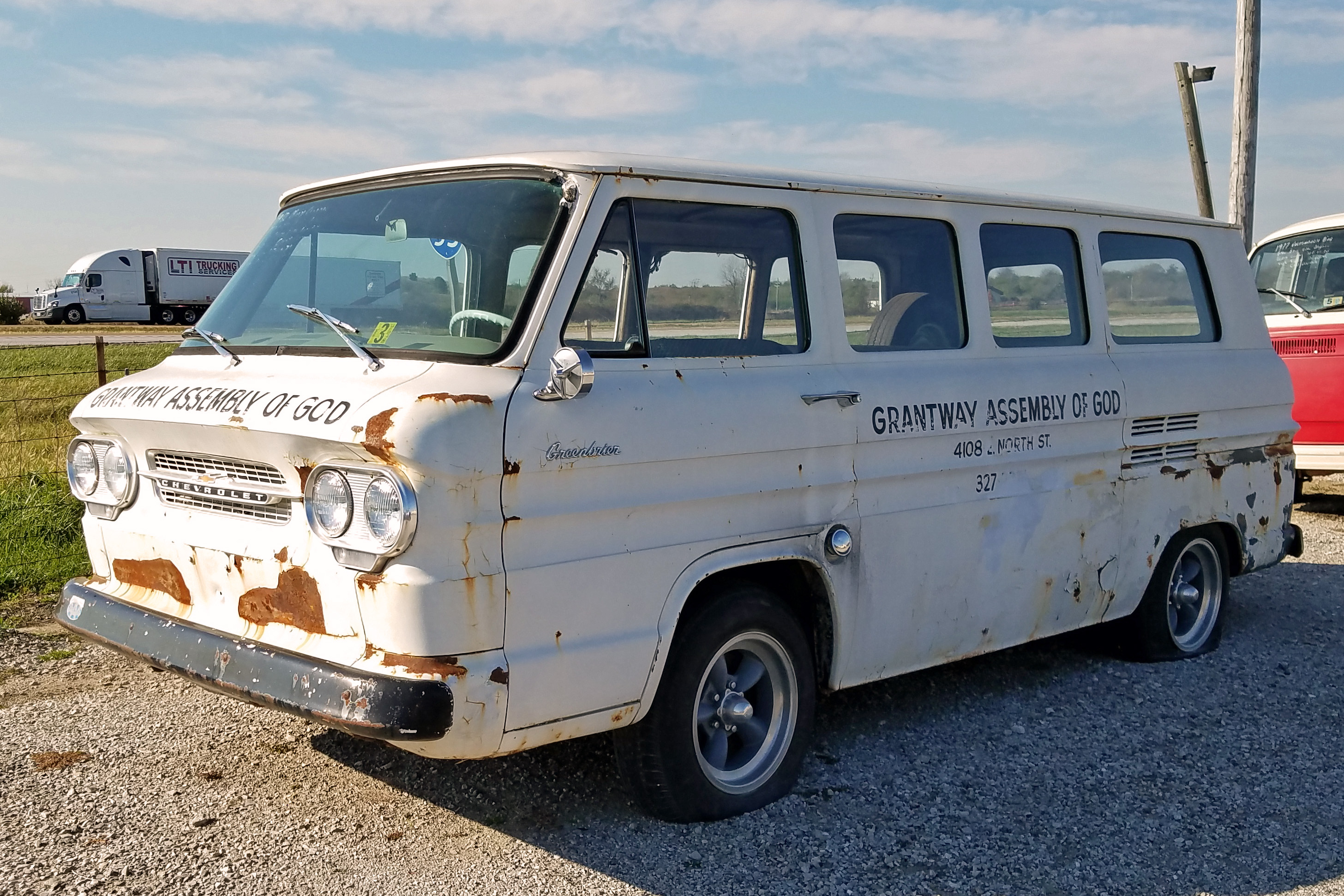
1962 Chevrolet Corvair Greenbrier

Chevrolet a présenté la gamme Corvair en 1960 comme étant la première d'une série de voitures compactes. Chevrolet a présenté un style de véhicule plus utilitaire l'année suivante sous la désignation de modèle « Corvair 95 ». En apparence et en conception, les véhicules étaient similaires au Volkswagen Transporter.
Le moteur Chevrolet Turbo-Air 6 à cylindres à plat opposés, refroidi par air, était situé à l'arrière du véhicule sous un plancher légèrement surélevé. Il était similaire au moteur 4 cylindres du Combi Volkswagen mais inhabituel pour la plupart des voitures contemporaines. Le moteur de 2 375 cm3 développait 80 ch (60 kW) à 4 400 tr/min. La taille du moteur a été augmentée à 2 683 cm3 pour l'année modèle 1964, portant la puissance à 95 ch (71 kW). Contrairement aux voitures Corvair, le Greenbrier avait un empattement de 2 413 mm (95 pouces) et était donc connu sous le nom de « 95 ». Ils étaient livrés avec une transmission manuelle à trois vitesses mais pouvaient être commandés avec une transmission automatique Corvair Powerglide à deux vitesses ou à quatre vitesses.
Le Corvair 95 était disponible en deux carrosseries différentes : la camionnette et le pick-up. La version de base était le fourgon à panneaux (Corvan) sans vitres latérales ou arrière. La camionnette Greenbrier avait des fenêtres et six portes, bien qu'une option permettait d'avoir huit portes avec des doubles portes des deux côtés. Le véhicule pouvait accueillir jusqu'à neuf personnes. Il existait également une option camping-car.
Un pick-up Corvair pouvait être commandé en tant que « Loadside » ou « Rampside ». Produite seulement deux ans, la version Loadside est une camionnette avec un hayon standard. La production a atteint 2 844 unités en 1961 et 369 en 1962. Le Rampside bénéficie d'une rampe latérale pour le chargement et le déchargement de marchandises. Il a été utilisé par la Bell Telephone Company, la rampe latérale facilitant le chargement des tambours de câbles.
Ford et Chrysler ont présenté leurs propres camionnettes compactes (les Ford Econoline et Dodge A100), en utilisant un moteur refroidi par eau plus conventionnel monté entre les sièges avant. Au fur et à mesure de leur succès, General Motors a aussi répondu avec sa propre conception en plaçant le moteur d'origine de la Chevy II dans une « niche » entre les sièges avant et les sièges arrière. La conception du moteur avant permettait un plancher arrière plat avec des hauteurs de coffre basses à l'arrière de la camionnette pour le chargement de la cargaison. General Motors a cessé de produire les versions pick-up de la Corvair en 1964 et le Greenbrier était le seul Corvair à empattement de 95 pouces en 1965. Finalement, Chevrolet et Volkswagen abandonnèrent les fourgonnettes à moteur arrière au profit des moteurs conventionnels ou à traction avant refroidis par eau.
Bien que les Greenbrier aient connu un succès limité, les fourgonnettes pour passagers continuaient d'évoluer vers des fourgonnettes full-size. Les fourgonnettes full-size de 7 à 8 places deviendront un segment de véhicules performant dans les années 80 comme alternatives aux break de taille similaire.